# Niccolò Frangipane

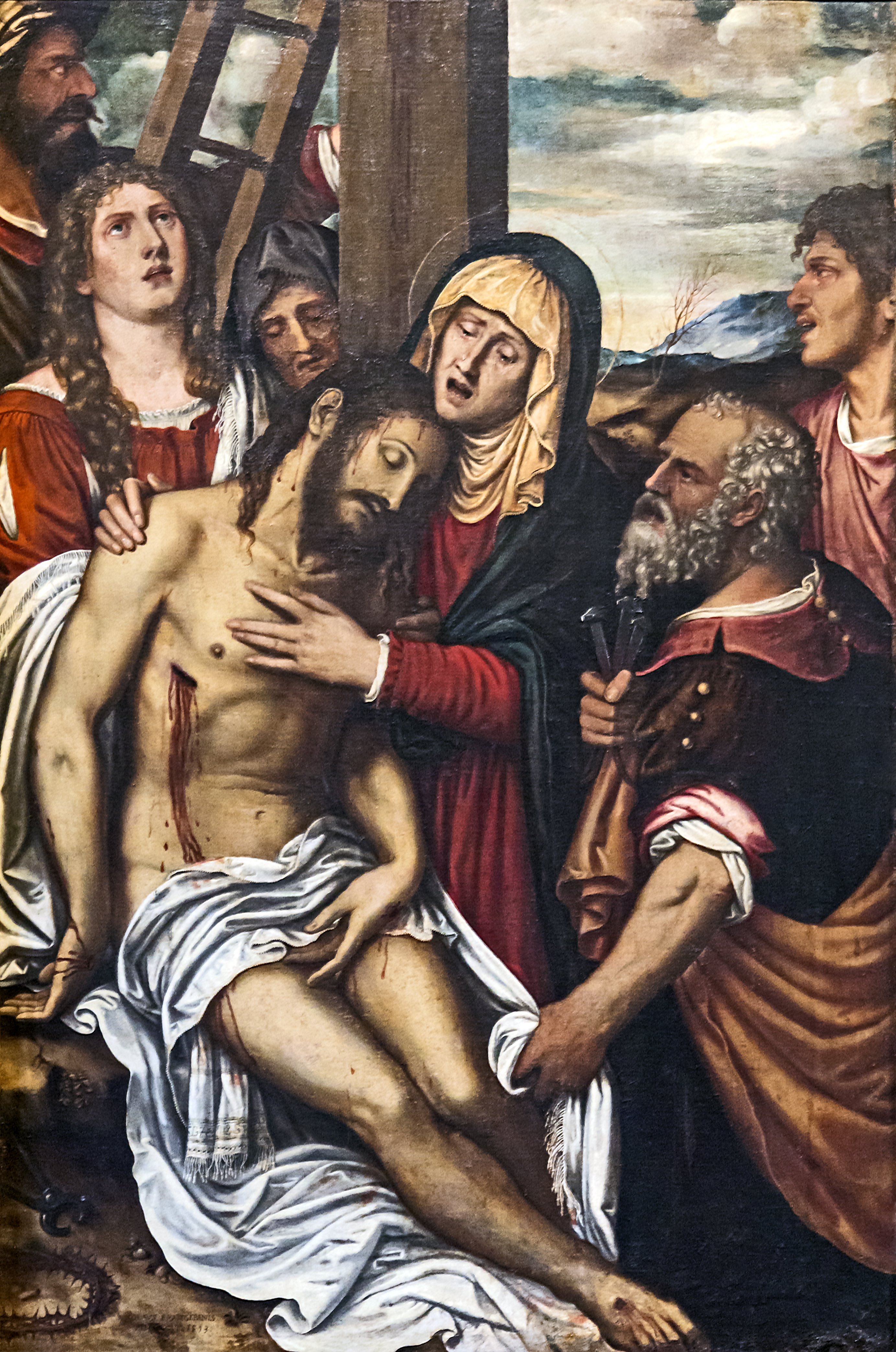
Deposition, sacristia da Basílica de Santa Maria Gloriosa dei Frari, Veneza.

Niccolò Frangipane foi um pintor italiano do renascimento, ativo entre os anos de 1563 e 1597.